# Domingo Pais
Domingo Pais (século XVI) foi um viajante português que visitou o Império Vijayanagara, ou "Reino de Bisnaga" (como era referido pelos portugueses) situado no Decão, no sul da Índia, cerca do ano 1520 durante o reinado do rei Krishna Deva Raya. A sua descrição de Hampi, a capital imperial hindu, é a mais detalhada de todas as narrativas históricas sobre esta antiga cidade. 
Relata Pais que "o dito reino tem muitos lugares na costa da Índia; são portos marítimos com os quais estamos em paz, e em alguns deles há feitorias, em particular em Amcola, Mirgeo, Honor, Batecalla, Mamgalor, Bracalor y Bacanor.»
Domingo Pais relata a avançada tecnologia de irrigação que permitia ao reino dispor de grandes quantidades, e a preços muito módicos, de uma grande variedade de culturas. Também o mercado de pedras preciosas mostrava uma intensa actividade. A cidade prosperava e o seu tamanho, aos olhos do narrador, era comparável a Roma, com muita vegetação, aquedutos e lagos artificiais.